# 祖省
祖省（Zou）是貝寧的12個省份之一，位於該國南部，下分9縣，首府阿波美，北臨丘陵省，東接高原省，南面是韋梅省和大西洋省，西南面是庫福省，西面是多哥，面積5,106平方公里，2006年人口639,296。